# Xenoglossa patricia
Xenoglossa patricia är en biart som beskrevs av Cockerell 1896. Xenoglossa patricia ingår i släktet Xenoglossa och familjen långtungebin. Inga underarter finns listade i Catalogue of Life.